# 倉敷刀剣美術館
倉敷刀剣美術館（くらしきとうけんびじゅつかん、Kurashiki Japanese Art Sword Museum）は、岡山県倉敷市にある私立美術館。収蔵品は日本刀・太刀・脇差などを中心に70振りを超える刀を展示している。

## 概要
日本刀の販売をしている「刀剣佐藤」が2002年7月7日に、元はトマト銀行であった建物を利用して設立した。
設立以来、入場料無料であったが、2017年4月1日より有料（1年間有効のパスポート制）。メセナ活動にも力を入れており、定期的に刀剣講座や刀剣研究会を主催している。

## アクセス
- 西日本旅客鉄道（JR西日本）宇野線（宇野みなと線）・本四備讃線（瀬戸大橋線）茶屋町駅より徒歩2分